# Джеймс Едуард Александър
Сър Джеймс Едуард Александър (на английски: James Edward Alexander) е шотландсдки пътешественик, генерал-майор, изследовател на Африка.

## Ранни години (1803 – 1819)
Роден е на 16 октомври 1803 година в Стърлинг, Шотландия, най-възрастният син на Едуард Александър от Клакмананшър и втората му съпруга Катрин Глас. Учи в Единбург и Глазгоу, а по-късно завършва Кралския военен колеж Сандхърст.

## Военна кариера (1820 – 1834)
През 1820 г. постъпва в Британската източноиндийска компания, а през 1825 г. се прехвърля в британската армия. Като адютант на британския военен аташе в Иран, става свидетел на Руско-иранската война от 1826 г., а през 1829 посещава България, като военен аташе по време на Руско-турската война (1828 – 1829). От 1832 до 1834 г. е военен аташе в Португалия.

## Експедиционна дейност (1835 – 1837)
През 1835 – 1836 г. участва като специалист по демаркацията на границите между владенията на Великобритания и Германия в Южна Африка.
През 1836 – 1837 със съдействието на основаната през 1834 „Асоциация на нос Добра Надежда за изследване на Централна Африка“ извършва експедиция в Южна Африка.
На 8 септември 1836 г. тръгва от Кейптаун на север, пресича Оранжевата река и изследва планината Карасберг, след което форсира река Фиш (десен приток на Оранжевата река) и се изкачва по десния ѝ приток, река Конкип, до платото Намакваленд. След това, през откритото от него плато Дамараленд (2600 м, 23 – 24º ю.ш.) и пустинята Намиб, стига до река Кусейб и като се спуска по нея, в средата на април 1837 г. достига до Атлантическия океан. В началото на май тръгва обратно и на 21 септември се завръща в Кейптаун.
Резултатите от пътешествието му са публикувани през 1838 в Лондон.

## Следващи години (1837 – 1885)
През 1837 се жени за Евелин Мари Мичъл, а една година по-късно му е присъдено рицарско звание.
От 1841 до 1855 служи в Канада, а по време на Кримската война, като подполковник командва 14-и полк при обсадата на Севастопол. Командва британския експедиционен корпус в Нова Зеландия по време на войната с маорите. През 1877 г. се оттегля от активна военна дейност и през 1881 получава чин генерал-майор.
Умира на 2 април 1885 година на остров Уайт на 81-годишна възраст.